# گارول
گارول (به لاتین: Garowol) یک منطقهٔ مسکونی در گامبیا است که در Upper River Division واقع شده‌است. گارول ۸٬۱۲۴ نفر جمعیت دارد و ۲۱ متر بالاتر از سطح دریا واقع شده‌است.